# Radzieszyn

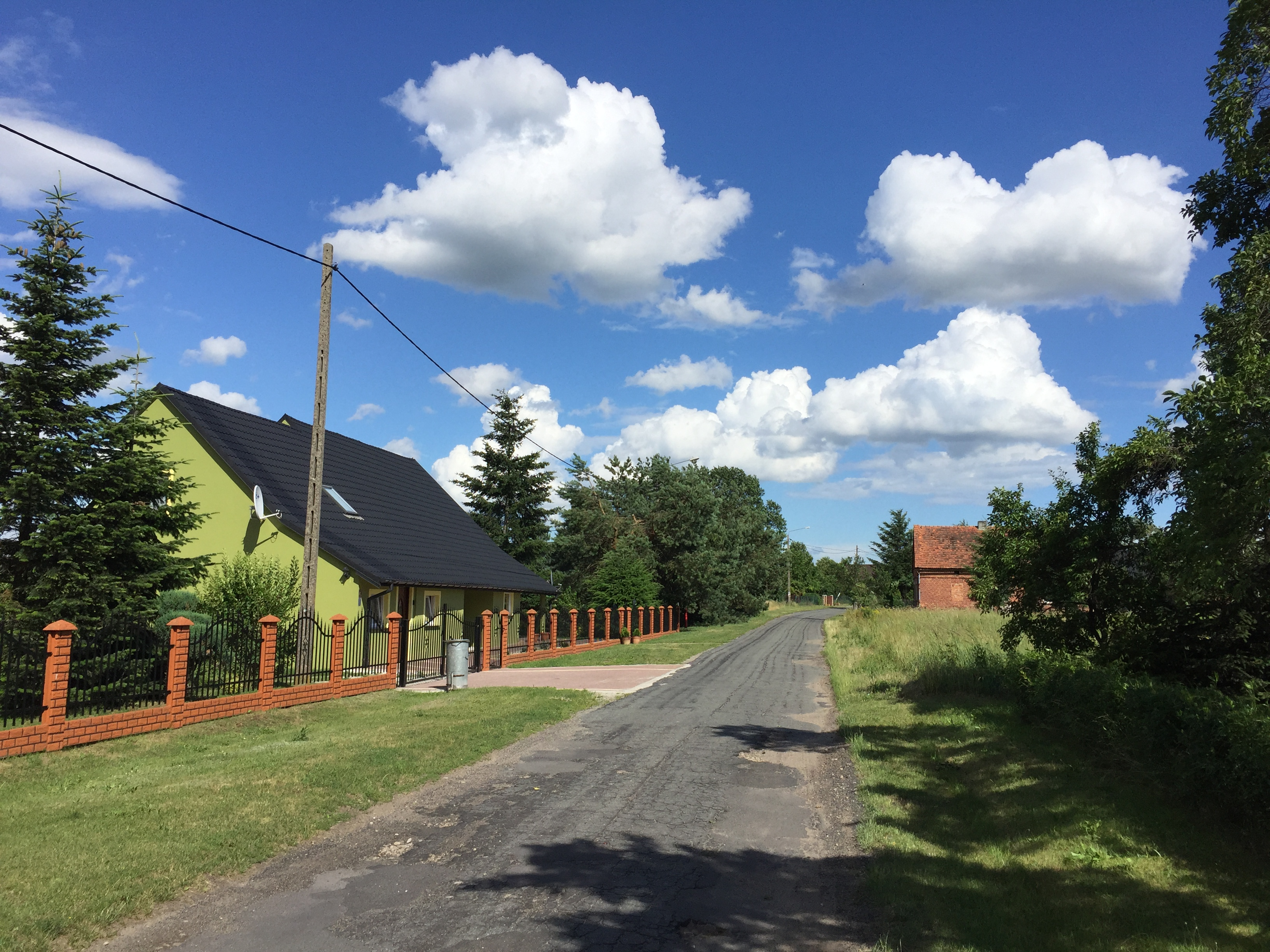
Ortsbild

Radzieszyn (deutsch: Ziegelhof) ist ein Dorf in der Gmina Bierutów im Powiat Oleśnicki Woiwodschaft Niederschlesien in Polen.

## Geographie
Das Straßendorf Radzieszyn liegt zehn Kilometer südwestlich von Bierutów (Bernstadt an der Weide), 26 Kilometer südöstlich von Oleśnica (Oels) und 52 Kilometer östlich von Breslau in der Nizina Śląska (Schlesischen Tiefebene). Nördlich und östlich von Radzieszyn befinden sich weitläufige Waldgebiete.
Nachbarorte von Radzieszyn sind im Nordwesten Posadowice (Postelwitz), im Osten Przeczów (Prietzen) und im Südosten Miłocice (Mühlatschütz).

## Geschichte
Nach dem Ersten Schlesischen Krieg 1742 fiel Ziegelhof zusammen mit dem größten Teil Schlesiens an Preußen.
Nach der Neugliederung Preußens gehörte die Landgemeinde Ziegelhof ab 1815 zur Provinz Schlesien und war ab 1816 dem Landkreis Oels eingegliedert, mit dem es bis 1945 verbunden blieb. 1874 wurde der Amtsbezirk Mühlatschütz gegründet, dem die Landgemeinden Klein Mühlatschütz, Mittel Mühlatschütz, Nieder Mühlatschütz, Ober Mühlatschütz und Ziegelhof sowie die Gutsbezirke Klein Mühlatschütz, Mittel Mühlatschütz, Nieder Mühlatschütz, Ober Mühlatschütz und Ziegelhof zugewiesen wurden. 1885 zählte der Ort 91 Einwohner. 1933 und 1939 wurden 85 Einwohner gezählt.
Als Folge des Zweiten Weltkriegs fiel Ziegelhof wie fast ganz Schlesien 1945 an Polen, wurde in Radzieszyn umbenannt und der Woiwodschaft Breslau angegliedert. Die deutsche Bevölkerung wurde, soweit sie nicht vorher geflohen war, weitgehend vertrieben. Die neu angesiedelten Bewohner waren zum Teil Heimatvertriebene aus Ostpolen, das an die Sowjetunion gefallen war. 